# Columna cromatogràfica

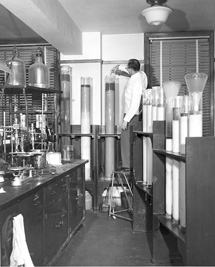
Laboratori amb columnes cromatogràfiques de vidre en la dècada dels 1950

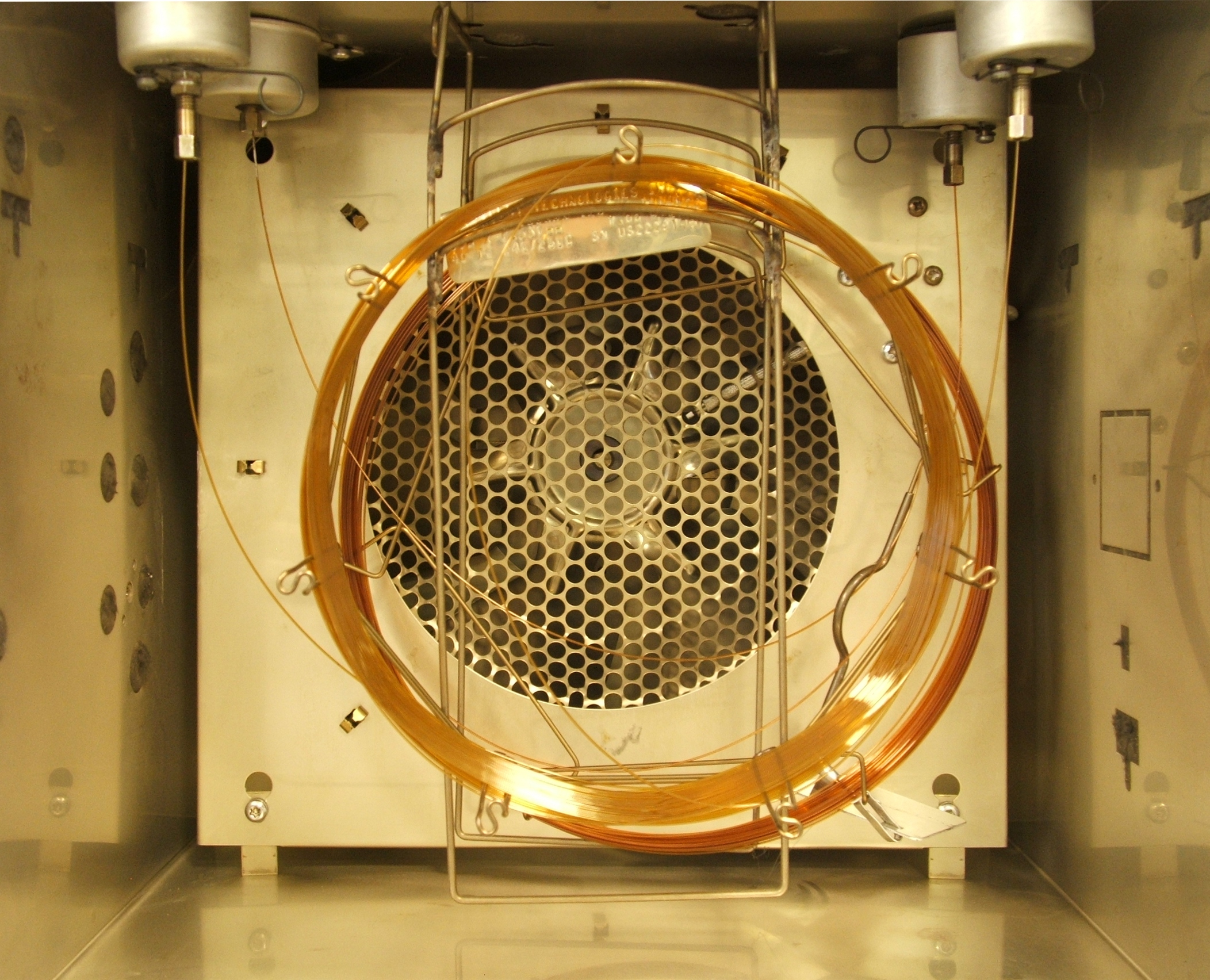
Interior d'un cromatógraf de gasos on es veuen dues columnes enrotllades

S'anomena columna cromatogràfica a un tub cilíndric, més llarg que ample, i a la fase estacionària continguda en el seu interior, emprada en cromatografia per a realitzar separacions de mescles, a través de la qual circula la fase mòbil o eluent.
En un principi les columnes de cromatografia eren cilindres de vidre, més llargs que amples, plens d'una substància absorbent. Posteriorment les necessitats de major poder de separació feren que s'hagués d'augmentar la longitud de les columnes i reduir-ne el diàmetre, per la qual cosa es fabricaren en forma de tubs flexibles que es poden enrotllar i que s'empren en cromatografia de gasos, etc.
N'hi ha de diferents tipus:
- Columna capil·lar: Una columna capil·lar és una columna cromatogràfica de diàmetre molt petit que conté la fase estacionària en les seves parets internes.
- Columna de separació: Una columna de separació és una columna cromatogràfica de bescanvi iònic que s'empra per separar els ions dels components de la mostra, i que s'utilitza en cromatografia iònica.
- Columna reblerta: Una columna reblerta és una columna cromatogràfica de vidre, de coure o d'acer inoxidable, reblerta amb un suport en què hi ha dipositada la fase estacionària en una cromatografia gas-líquid, o reblerta amb un suport absorbent en una cromatografia gas-sòlid.
- Columna supressora: Una columna supressora és un tipus de columna cromatogràfica de bescanvi iònic emprada per eliminar selectivament els ions de la fase mòbil de l'eluat que prové de la columna de separació.[2]